# Фантазия на тему Таллиса
Фантазия на тему Томаса Таллиса (англ. Fantasia on a Theme by Thomas Tallis) ― одночастное произведение для струнного оркестра Ральфа Воан-Уильямса. Тема пьесы написана английским композитором XVI века Томасом Таллисом. Фантазия была впервые исполнена в Глостерском соборе в рамках Фестиваля трёх хоров 6 сентября 1910 года.

## История создания
Воан-Уильямс не получил широкого признания в начале своей композиторской карьеры, но к 1910 году, когда ему было под тридцать, он приобрёл репутацию в мире музыки. Биограф композитора Джеймс Дэй называет «Фантазию» «первой работой Воан-Уильямса, которая безошибочно принадлежит ему и никому другому». Композитор познакомился с мелодией Таллиса во время просмотра сборника церковных гимнов, опубликованного в 1906 году. Впервые сочинение было исполнено Лондонским симфоническим оркестром под управлением самого Воан-Уильямса.

## Структура

### Тема

Первые такты темы Таллиса

Как и некоторые другие произведения Воан-Уильямса, данное сочинение основано на мелодии эпохи Возрождения. Тема композиции написана во фригийском ладе. Эта тема является одной из девяти мелодий, которые были написаны Таллисом для Псалтири архиепископа Кентерберийского Мэттью Паркера (композитор переложил на музыку начало Псалма 2).

### Фантазия
Фантазия начинается в си-бемоль мажоре и заканчивается аккордом в соль мажоре. Примерная продолжительность композиции составляет 15 минут.
Биограф композитора Майкл Кеннеди так говорит о фантазии:
Звучное использование широких аккордов, величественные каденции и большой динамический диапазон, а также антифония двух частей оркестра, играющих попеременно, как бы отвечающих один другому, подобно эху, и сольные пассажи для скрипки и альта ― всё это, объединяясь, создаёт поразительный эффект.
Воан-Уильямс редактировал произведение дважды: сначала в январе 1913 года (для исполнения в Лондоне), затем ― в апреле 1919 года. Композитор каждый раз делал композицию более короткой и в общей сложности сократил её примерно на две минуты (по сравнению с версией 1910 года).

## Критика
«Фантазия» была воспринята публикой в целом хорошо, но за некоторыми исключениями: так, Херберт Брюэр, органист Глостерского собора, охарактеризовал её как «странную и безумную работу чудака из Челси». Рецензент Musical Times сказал: «Это серьёзная и мощная работа, но она кажется слишком затянутой».
В основном композиция получила множество положительных отзывов. В газете The Daily Telegraph похвалили «мастерство Воан-Уильямса в области сочинения музыки для струнных <…> хотя работа может не понравиться некоторым из-за её „кажущейся строгости“, она, безусловно, является чрезвычайно красивой». Рецензент The Manchester Guardian Сэмюэл Лэнгфорд писал: «Мелодия ― старинная, а гармонии ― столь же экзотичны, как у Дебюсси». В газете Times Дж. А. Фуллер Мейтленд также прокомментировал сочетание старины и современности и, помимо этого, заметил:
На всём протяжении произведения никогда нельзя быть полностью уверенным, слушаешь ли ты что-то очень старое или очень новое. <…> Именно это делает «Фантазию» такой восхитительной для прослушивания; ведь её нельзя отнести к определённому времени или определённому стилю, но она полна интересных образов.
В 1954 году музыковед Фрэнк Хоус писал:
Произведение <…> изображает величие [Глостерского] собора, с которым его звуки, кажется, связаны естественным родством. Композиция вошла в репертуар всех великих оркестров мира. Её сильная «английскость» («Englishness») не стала препятствием для международного понимания, что бы ни говорили в том же духе о других композициях Воан-Уильямса.